# 清兮寺
清兮寺（せいけいじ）は、山梨県南巨摩郡身延町身延西谷にある日蓮宗の寺院。山号は自厚山。旧本山は身延山久遠寺、通師・堀之内法縁。境内の枝垂桜で知られる。由緒寺院堀ノ内妙法寺の管理。

## 歴史
明治18年（1885年）官有地であった旧樋沢坊（慶応元年（1865年）に焼失し法雲坊に合併した）の跡地の払い下げを受けて日鑑（身延山久遠寺74世）の隠居所として起工され、翌明治19年（1886年）に完成したが、日鑑はすでに遷化していたため1度も居住できなかった。
明治32年（1899年）酒井文子（旧姫路城主で伯爵酒井忠顕の室、顕寿院長遠妙玄日唱大姉、明治41年（1908年）没）によって本堂が建立された。